# Securities Act
Le Securities Act est une loi américaine signée le 27 mai 1933 par le président Franklin D. Roosevelt, qui régule les marchés primaires d'actions. Elle est intégrée au titre 15 du Code des États-Unis.

## Histoire
Le Securities Act est voté à une très large majorité lors des premières années de la présidence de
Franklin D. Roosevelt. La principale innovation de cette loi est de créer une « longue tradition de souveraineté inconditionnelle des auditeurs externes » des entreprises. Elle décide en effet de transférer la fonction de vérification des comptes financiers des entreprises des comités d’audit internes vers les auditeurs externes indépendants. Cet esprit d'indépendance sera abandonné lors du vote de la loi Sarbanes-Oxley de 2002, qui institue au sein du conseil d’administration d’un comité d’audit chargé de contrôler à lui seul l'ensemble du processus de vérification et de publication des comptes.
La loi de 1933 est suivie de plusieurs autres en 1934, l'année suivante, allant aussi dans le sens d'une régulation plus stricte : le Securities Exchange Act qui créé la Securities and Exchange Commission et le Glass-Steagall Act, qui rend obligatoire la séparation entre banques de dépôts et banques d'investissement, pour éviter que des banques n’utilisent les dépôts de millions d’épargnants comme caution des risques excessifs pris à la bourse. Franklin D. Roosevelt nomme Joseph P. Kennedy, père de John F. Kennedy, premier président de la Securities and Exchange Commission.
Le caractère scandaleux de certaines pratiques bancaires est porté à la connaissance de l’opinion publique lors la médiatisation des auditions publiques de la commission Fletcher-Pecora. Le sénateur démocrate de Floride Duncan Fletcher préside alors les auditions de la commission des Affaires bancaires et monétaires du Sénat et son conseiller principal est le procureur de l'État de New York Ferdinand Pecora. Les conclusions de leur enquête sont publiées en une série de rapports intitulés Stock Exchange Practices, datés de 1932 et 1933
.
La loi est à l'origine des notices mentionnant en cas d'opération financière que « les valeurs mobilières mentionnées dans le présent communiqué » ne « peuvent être offertes ou vendues aux États-Unis ».